# 1939 en Belgique
Chronologie de la Belgique
- 1935
- 1936
- 1937
- 1938
- 1939
- 1940
- 1941
- 1942
- 1943

Cette page recense des événements qui se sont produits durant l'année 1939 en Belgique.

## Chronologie
- La nomination par le gouvernement du collaborateur Adriaan Martens (nl) à l'Académie flamande de médecine (1938) empoisonne la vie politique belge[1].
- 9 février : chute du gouvernement Spaak I. Les libéraux refusent de participer à un nouveau gouvernement tant que le Dr Martens reste membre de l'Académie de médecine[2].
- 21 février : formation du gouvernement Pierlot I (catholique-socialiste)[2].
- 27 février : chute du gouvernement Pierlot I en raison de divergences sur le plan économique[2].
- 6 mars : dissolution des Chambres[3].
- 2 avril : 
  - Élections législatives. Les catholiques et les libéraux remportent le scrutin[3]. Les rexistes perdent quant à eux 17 sièges à la Chambre[2].

- - Démission du Dr Adriaan Martens (nl) de l'Académie flamande de médecine[2].
- 18 avril : formation du gouvernement Pierlot II (catholique-libéral)[3].
- Du 20 mai au 2 septembre : Exposition internationale de la technique de l'eau à Liège[3],[4].
- 21 juin : inauguration de l'Institut Jules Bordet à Bruxelles par le roi Léopold III.
- 26 juin : rupture d'une digue du canal Albert. Des centaines d'hectares de terres sont inondés[3].
- 7 août : création de l'Association d'Assurances mutuelles maritimes contre les Risques de Guerre par l'État.
- 26 août : début de la mobilisation générale en raison de la situation internationale[5].
- 31 août : la foudre frappe les pont-rails du Val-Benoît et d'Ougrée, déclenchant les charges explosives du système de destruction en cas de guerre. L'écroulement du pont ferroviaire du Val-Benoît provoque le déraillement du train Liège-Luxembourg. On dénombre 11 morts et 87 blessés[6].
- 3 septembre :
  - Le Royaume-Uni et la France déclarent la guerre à l'Allemagne.
  - Formation du gouvernement Pierlot III, gouvernement d'union nationale formé en raison de la tension internationale[3].
  - Publication de la déclaration de neutralité du pays au Moniteur belge[3].
- 5 septembre : le Parlement accorde des pouvoirs spéciaux au gouvernement[3].
- 15 décembre : la demande croissante en charbon pousse le gouvernement à rétablir la semaine des 48 heures dans le secteur minier[7].
- 26 décembre : grève des mineurs contre l'allongement du temps de travail[7].

## Culture

### Architecture

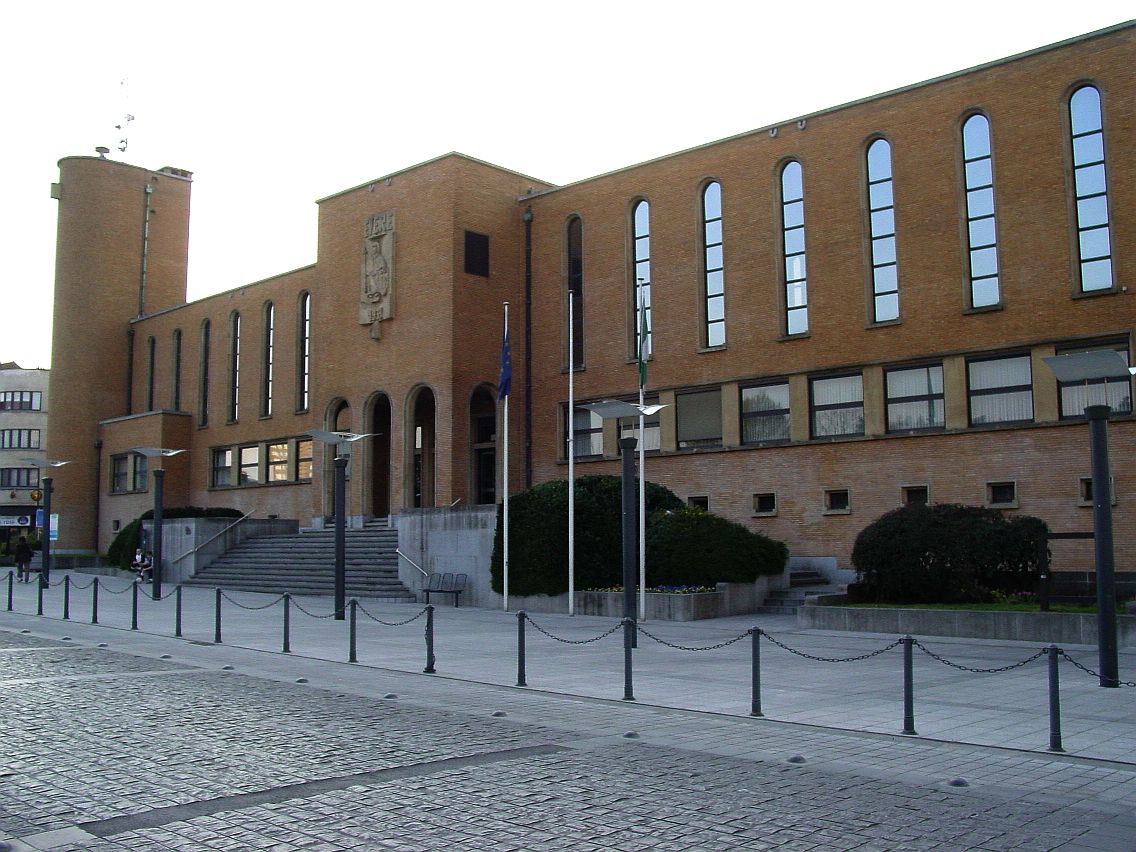
Maison communale d'Evere (style « paquebot », Robert Rousseau)
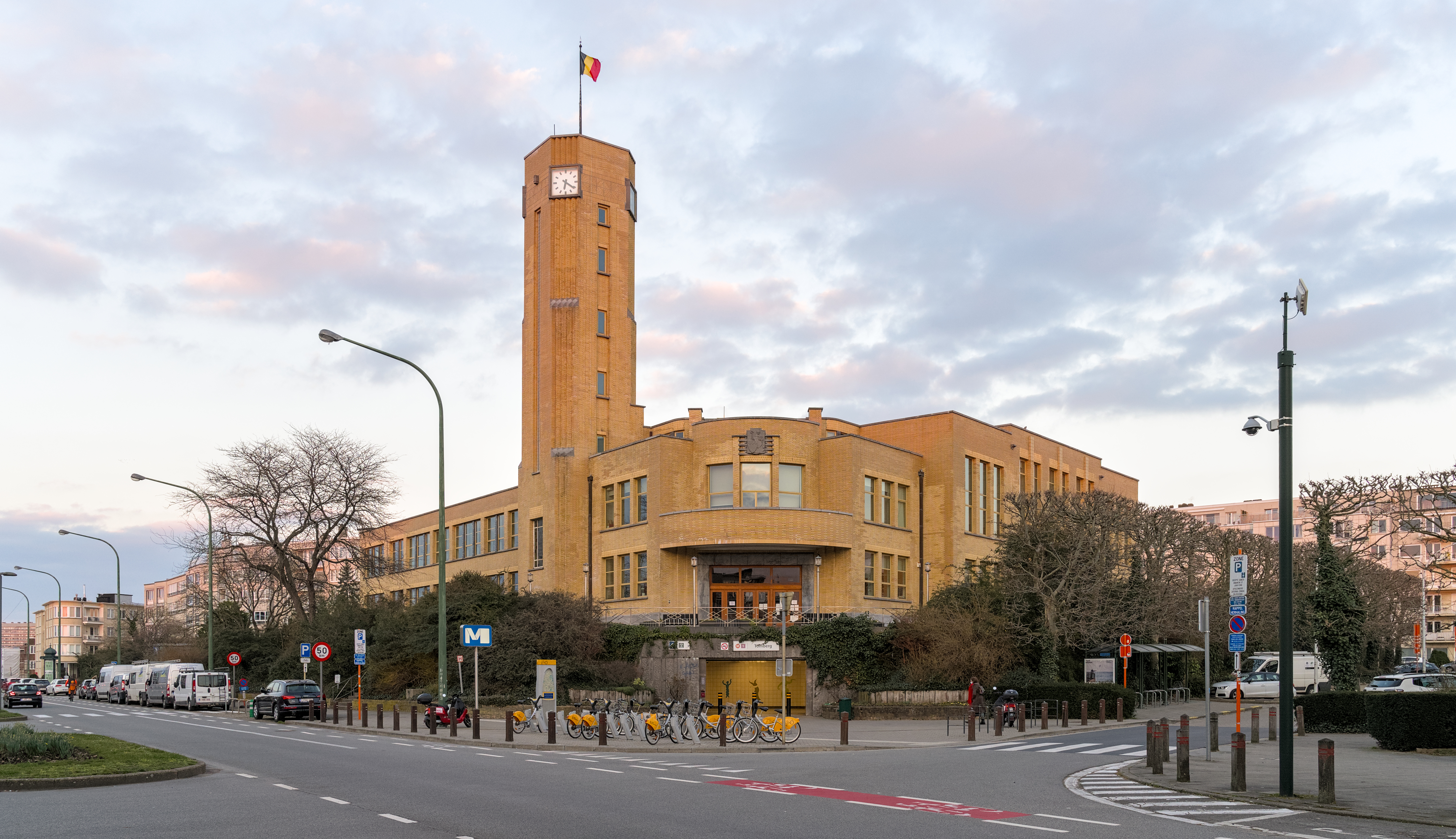
Maison communale de Woluwe-Saint-Lambert (Modernisme, Joseph Diongre)

### Bande dessinée
- Le Sceptre d'Ottokar d'Hergé.

### Cinéma
- Bossemans et Coppenolle et Zig-zag, films de Gaston Schoukens.

### Littérature
- Prix Rossel : Madeleine Ley, Le Grand feu.
- L'assassin habite au 21, roman policier de Stanislas-André Steeman[8].
- Le Bourgmestre de Furnes[8], Chez Krull et Le Coup-de-Vague, romans de Georges Simenon.

### Peinture
- Le palais des souvenirs (en) de René Magritte.

## Sciences
- Prix Francqui : non décerné.

## Sports

### Cyclisme
- Émile Masson remporte Paris-Roubaix.
- Sylvère Maes remporte le Tour de France pour la seconde fois.

## Naissances
- 16 janvier : Jean Van Hamme, scénariste de bande dessinée.
- 9 mars : Alexis Ponnet, arbitre de football.
- 13 mars : Ferre Grignard, chanteur († 8 août 1982).
- 16 avril : Laurent Verbiest, joueur de football († 2 février 1966).
- 27 avril : Erik Pevernagie, peintre.
- 25 mai: Ferdinand Bracke, coureur cycliste.
- 26 août : Robert Waseige, joueur et sélectionneur de football († 17 juillet 2019).
- 19 septembre : Willy Derboven, coureur cycliste († 22 novembre 1996).
- 11 octobre : Louis Bril, homme politique.
- 21 septembre : Guy Larcier, homme politique.
- 21 décembre : Victor Van Schil, coureur cycliste († 30 septembre 2009).

## Décès
- 1er février : Maurice Houtart, homme politique  (° 5 juillet 1866).
- 15 février : Henri Jaspar, avocat, Premier ministre de 1926 à 1931 (° 28 juillet 1870).
- 6 mars, Michel Levie, homme politique (° 4 octobre 1861).
- 26 août : Louis Heusghem, coureur cycliste (° 26 décembre 1882).
- 23 septembre : Frits van den Berghe, peintre, graveur et dessinateur (° 3 avril 1883).
- 3 octobre : Marcel Buysse, coureur cycliste (° 11 novembre 1889).
- 1er novembre : Aloïs Catteau, coureur cycliste (° 11 août 1877).
- 6 novembre : Adolphe Max, homme politique (° 30 décembre 1869).
- 5 décembre : Victor Gilsoul, peintre (° 9 octobre 1867).
- 8 décembre : 
  - Robert De Veen, joueur et entraîneur de football (° 26 janvier 1886).
  - Jean Leroy, peintre et sculpteur (° 24 février 1896).